# Josep Ferré Gendre
Josep Ferré Gendre (Tortosa, 1876 - Reus, 1918) va ser un comerciant i escriptor català.
Va fer cap a Reus de molt jove, on muntà una papereria de material escolar i d'oficina amb el nom de "La Esfera", ciutat on es casà el 1901. Aquell mateix any era director del diari catalanista Lo Somatent. Des del 1895 havia col·laborat en diverses publicacions reusenques, com ara El Veloz, Las Circunstancias, El Eco del Centro de Lectura i Lo Ventall, i estava vinculat amb els modernistes reusencs. Va publicar un llibre de poemes castellans, Plañidos, el 1898, i va escriure diverses obres de teatre, com "La pau trobada", "La tornada del fugit" i "Mestre d'escola", no publicades però si representades, i lletres per a sarsueles. El 1900 va publicar un poema per a ser cantat amb la música d'Els Segadors, cosa que li comportà processament i presó.
L'any 1908 va ser secretari del jurat dels Jocs Florals reusencs, presidits per Josep Pin i Soler. Josep Carner va guanyar la Flor Natural.